# 黄华镇 (永善县)
黄华镇，是中华人民共和国云南省昭通市永善县下辖的一个乡镇级行政单位。

## 行政区划
黄华镇下辖以下地区：
黄华村、黄葛村、米贴村、金寨村、凤凰村、黑铁村、鲁溪村、甘田村、椿坪村、黄坪村、三合村、新坪村和任坝村。